# Andrea Moccia
Andrea Moccia (Napoli, 20 agosto 1985) è un divulgatore scientifico, youtuber, scrittore  e geologo italiano.

## Biografia
Moccia studia Geologia presso l'Università Federico II di Napoli e si laurea conseguendo anche un master in Georisorse; completati gli studi, intraprende nel 2010 una carriera internazionale nel settore geologico e geofisico a Glasgow, presso la scozzese Midland Valley Exploration.
Trasferitosi presso l'IFP Energies Nouvelles (istituto francese di ricerca su energia, trasporti, ambiente e combustibili fossili) come consulente scientifico tramite Beicip-Franlab, contestualmente al suo lavoro con progetti di esplorazione e modellizzazione geologica del sottosuolo, Andrea Moccia nel 2018 fonda GeologiaPop per condividere facilmente le sue conoscenze sui fenomeni della Terra senza troppi termini complicati o tecnicismi parlando delle scienze nella vita di tutti i giorni. "Il progetto è nato per scherzo" ma la divulgazione scientifica pop ha preso piede e nel 2020 termina i suoi incarichi lavorativi all'estero per dedicarsi ai video divulgativi sui social.

### Attività di divulgazione scientifica
Nel 2021 pubblica Un tesoro al piano Terra, libro che parla di geologia analizzando il nostro pianeta; nel dicembre dello stesso anno partecipa al TEDx Vasto parlando del riscaldamento globale, dal ciclo del carbonio alle ere geologiche.

#### Con Geopop
Nel gennaio 2021, quando già il canale YouTube personale (inizialmente nato GeologiaPop) riscuoteva notevole successo e poco dopo la pubblicazione del suo primo libro, grazie a Ciaopeople Geopop è diventata una startup. Nell'ottobre dello stesso anno viene avviato il magazine online, di cui Andrea Moccia è direttore editoriale e dal 2024 Filippo Bonaventura ne è il coordinatore.
I video sono condotti o preparati insieme ad altri divulgatori, con l'obiettivo di "avvicinare i follower e i social alla scienza", combinano aspetti formativi e divulgativi, spaziando tra scienze (geopolitica, energia, fenomeni naturali, prevenzione, terremoti e vulcani, ambiente, transizione ecologica) e società moderna (curiosità su temi scientifici, attualità).
Come Geopop nel 2022 Andrea Moccia pubblica un secondo libro dal titolo Cercasi energia che affronta il tema dell'energia, spiegando le diverse fonti energetiche e le sfide in termini di sostenibilità.
Geopop è il progetto editoriale di divulgazione scientifica più seguito in Italia con oltre 10 milioni di follower su tutte le sue piattaforme.

## Libri
- Andrea Moccia, Un tesoro al piano Terra. La geologia che non ti aspetti, collana Geo pop, Cairo, 2021, ISBN 9788830901353.
- Andrea Moccia, Cercasi energia. La soluzione per il futuro è un ventaglio di soluzioni, Cairo, 2022, ISBN 9788830902480.[31]

## Podcast
- Le Scienze nella vita di tutti i giorni: Geopop, curatore Andrea Moccia (2023)[32][33][34][35][36]

## Riconoscimenti
- ANGI Oscar "Innovation Business Award": "per lo straordinario lavoro e contributo profuso per la divulgazione scientifica" 2023[37]
- Pegaso Regione Toscana "per essersi distinti nell'ambito della divulgazione scientifica svolta sul territorio nazionale" 2023
- Forbes TOP Creator Awards Performance categoria Education 2023[38][39][40]
- Factanza Awards sezione tech "per la qualità del messaggio, trasparenza, affidabilità ed efficacia dello stesso" 2023
- Ecofuturo[41] Premio alla migliore comunicazione ambientale e scientifica 2023[42]